# Tea Gardens

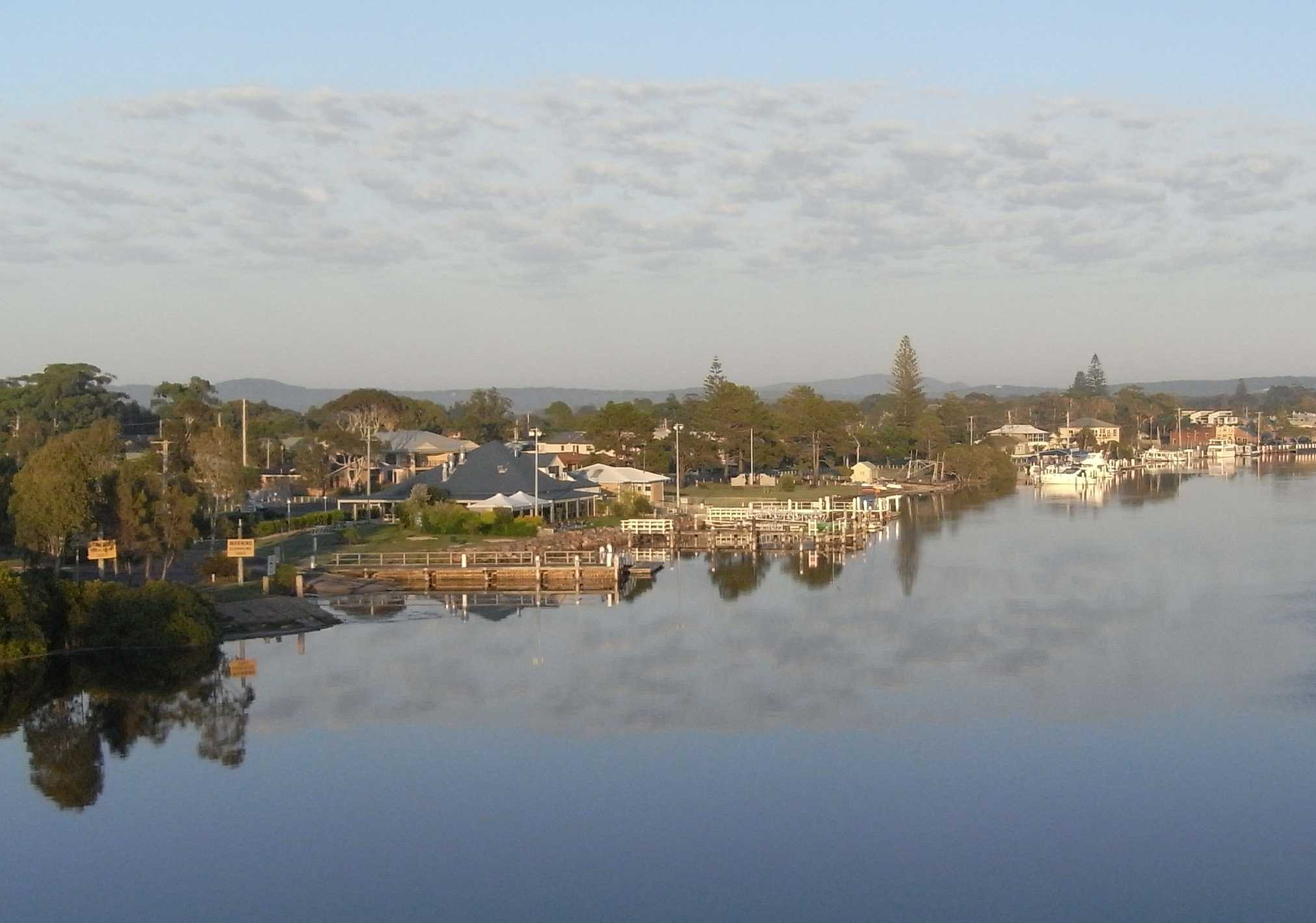
Port w Tea Gardens

Tea Gardens – miasto w Australii, w stanie Nowa Południowa Walia.